# Federico Gasperoni
Federico Gasperoni (* 10. September 1976) ist ein san-marinesischer ehemaliger Fußballspieler und Radrennfahrer. Mit 41 Einsätzen gehört er zu den Spielern mit den meisten Einsätzen für die san-marinesische Nationalmannschaft.

## Karriere

### Im Verein
Gasperoni spielte unter anderem bei SS Folgore/Falciano und wurde dort san-marinesischer Meister. Anschließend spielte er bei AS Urbino und Cattolica Calcio, ehe er 2010 zu SS Murata wechselte, wo er seitdem spielt.

### Nationalmannschaft
Für die Nationalmannschaft bestritt er 41 Länderspiele, damit gehört er zu den Spielern mit den meisten Einsätzen für San Marino. Seit 2005 wurde er nicht mehr in den Kader berufen. Mit San Marino nahm Gasperoni an den Mittelmeerspielen 1997 teil.

### Radsport
Gasperoni nahm als Radrennfahrer an den Spielen der kleinen Staaten von Europa 2011 teil und belegte den 13. Platz im Straßenrennen und den 15. Platz im Einzelzeitfahren.